# Rinkeby-Kista
Rinkeby-Kista is een stadsdeel (stadsdelsområde) in het westen van Stockholm. Voorheen bestond het stadsdeel uit de afzonderlijke wijken Kista en Rinkeby, maar die zijn op 1 januari 2007 samengevoegd. Rinkeby-Kista staat bekend om het hoge aantal inwoners met buitenlandse achtergrond (67%), vooral uit het Midden-Oosten en Oost-Afrika. In 2004 had het stadsdeel 16.053 inwoners. Het woord Rinkebysvenska (Rinkeby-Zweeds) komt uit dit stadsdeel. Het is een sociolect van het Zweeds, dat over het algemeen wordt gebruikt voor het Zweeds in de voorsteden. Het heeft veel woorden van buitenlandse herkomst (Turks, Arabisch, Engels enzovoorts). Het gebied heeft te kampen met grote (jeugd)werkloosheid. Toen een allochtone Zweedse man in mei 2013 door de politie werd gedood, leidde dit tot een uitbarsting van vandalisme en geweld tegen de Zweedse autoriteiten. "A police officer who shot and killed a knife-wielding 69-year-old man has been cleared of any wrongdoing. The shooting sparked a week of riots, as some people believed that race played a role in the shooting."

Tijdens de coronacrisis in 2020 kwam de wijk in het nieuws vanwege het hoge aantal besmettingen in deze migrantengemeenschappen, toegeschreven aan de woonsituatie, en de socio-culturele kloof met de rest van de Zweedse maatschappij.
- In 1975 werd er ook een metrostation geopend.
- Dit stadsdeel is een bekend voorbeeld van het woningenproject Miljoenenprogramma in de jaren 60 en 70.

## Districten
Het stadsdeel is verdeeld in vier districten:
- Akalla
- Husby
- Kista
- Rinkeby

Stockholm-Oost:
Södermalm · 
Kungsholmen · 
Norrmalm · 
Östermalm

Stockholm-Zuid:
Enskede-Årsta-Vantör · 
Farsta · 
Hägersten-Liljeholmen · 
Skarpnäck · 
Skärholmen · 
Älvsjö

Stockholm-West:
Bromma · 
Hässelby-Vällingby · 
Rinkeby-Kista · 
Spånga-Tensta